# Arcas
În mitologia greacă, Arcas (în greaca veche: Αρκάς) este fiul lui Zeus și al nimfei Callisto, și regele eponim al Arcadiei. Numele său, în legătură cu istoria sa, pare să fie legat de cuvântul vechi grecesc arktos: „urs”. 

## Mitul
Există mai multe variante ale mitului lui Arcas:
1. Callisto ofensând-o pe Artemis, zeița a transformat-o în ursoaică în cursul unei partide de vânătoare la care participa și fiul său, Arcas. Artemis a direcționat o săgeată a lui Arcas în direcția ursoaicei pe care acesta o reperase, fără nicio urmă de bănuială a cursei, trimițând un tir fatal în direcția lui Callisto. Zeus, ajungându-i la urechi dorința de răzbunare a lui Artemis, a ridicat-o pe Callisto și a transformat-o în actuala constelație Ursa Mare. Arcas, la moartea sa, a fost și el transformat într-o constelație, Ursa Mică.
2. Arcas este fiul lui Zeus și al nimfei Callisto, pe care Hera, soția lui Zeus, a transformat-o într-o ursoaică. Arcas, în timpul unei partide de vânătoare, fără a o recunoaște sub forma de urs, a fost în pericolul de a-și ucide propria mamă. Zeus, pentru a-i proteja, a decis apoi să-i așeze pe bolta cerească, transformând-o pe Callisto în Ursa Mare, iar pe Arcas în Ursa Mică. Arcas se numește și Arctophylax (protector sau păstor de urs).
3. Nimfa Callisto era iubită de Zeus. Când Hera, soția acestuia, le-a descoperit relația, Zeus i-a transformat pe Callisto și pe fiul lor, Arcas, în Ursa Mare și respectiv în Ursa Mică, ca să-i protejeze. Hera, simțindu-și onoarea ofensată, i-a cerut lui Oceanus să facă dreptate, iar ursele au fost condamnate să se rotească perpetuu în jurul Polului Nord, fără să li se permită să se odihnească sub mare.
4. Arcas, adult, se duce în Arcadia unde i se face cunoscut bunicului său, regele Lycaon, care îl asociază la putere. Arcas îi învață pe arcadieni să semene grâul, să facă pâine, să toarcă și să țeasă lână, toate lucrurile care țineau de însuși Triptoleme. După dizgrația bunicului său, el rămâne singur pe tron.
5.  Lycaon l-a ucis pe Arcas pentru a-l servi la masă lui Zeus. Zeul, după ce i-a fulgerat pe fiii lui Lycaon și l-a transformat pe Lycaon în lup, l-a înviat pe Arcas pentru a-l pune pe tron. Arcas s-a căsătorit cu Chrisopelia, cu care a avut doi fii, Elatos și Apheidas. După moartea sa, lui Arcas i s-a asigurat un loc pe bolta cerească, alături de mama sa și a devenit constelația Boarul, paznicul Ursei.

## Legături externe
- en Why is It Called Arcas? Arhivat în 13 iulie 2009, la Wayback Machine.